# Castillo de Villaricos
El castillo de Villaricos, también conocido con el nombre de torre de Cristal, es una torre de defensa costera del tipo torre de pezuña o de planta de herradura situada junto a la desembocadura del río Almanzora, en la localidad de Villaricos del municipio de Cuevas del Almanzora, provincia de Almería, Andalucía, España.

## Historia
Fue construida sobre otra anterior, en el siglo XVIII, entre los años 1763 y 1772, durante el reinado de Carlos III de España. Fue puesto militar y después fue usado en la Guardia Civil Española. La parte al mar dispone de un muro en talud en forma de herradura. La torre alcanza los once metros de altura distribuidos en dos plantas, terraza cerrada por un grueso muro que mira a tierra y defendido por saeteras y troneras. El interior se cierra con techos abovedados sobre su primera planta.
Restaurado a comienzos de la década de 1990 y, de acceso libre al exterior, se encuentra en buen estado de conservación. Es propiedad del Ayuntamiento de Cuevas del Almanzora. Su uso actual es como oficina de información turística y sala de exposiciones.

## Protección
Se encuentra bajo la protección de la Declaración genérica del Decreto de 22 de abril de 1949 y la Ley 16/1985 de 25 de junio (BOE número 155 de 29 de junio de 1985) sobre el Patrimonio Histórico Español. La Junta de Andalucía otorgó un reconocimiento especial a los castillos de la Comunidad Autónoma de Andalucía en 1993. Es de acceso libre.